# Nordi Mukiele
Nordi Mukiele Mulere (Montreuil, 1 de noviembre de 1997) es un futbolista francés que juega como defensa en el Sunderland A. F. C. de la Premier League de Inglaterra.

## Trayectoria
El 26 de julio de 2022 firmó con el Paris Saint-Germain F. C. de la Ligue 1 un contrato de cinco años, hasta el 30 de junio de 2027. Después de dos temporadas, regresó a Alemania al ser cedido en agosto de 2024 al Bayer 04 Leverkusen. Disputó 24 encuentros y en agosto del año siguiente abandonó definitivamente la entidad parisina tras ser traspasado al Sunderland A. F. C.

## Selección nacional
El 2 de septiembre de 2021 fue convocado por primera vez con la selección francesa para los partidos de clasificación para el Mundial 2022 ante Ucrania y Finlandia. Debutó cinco días después en el encuentro ante los finlandeses que Francia ganó por dos a cero.

## Estadísticas

### Clubes
Actualizado al último partido disputado el 1 de noviembre de 2024.
| Club                              | Div.          | Temporada     | Liga  | Liga  | Liga   | Copas nacionales | Copas nacionales | Copas nacionales | Copas internacionales | Copas internacionales | Copas internacionales | Total | Total | Total  |
| Club                              | Div.          | Temporada     | Part. | Goles | Asist. | Part.            | Goles            | Asist.           | Part.                 | Goles                 | Asist.                | Part. | Goles | Asist. |
| --------------------------------- | ------------- | ------------- | ----- | ----- | ------ | ---------------- | ---------------- | ---------------- | --------------------- | --------------------- | --------------------- | ----- | ----- | ------ |
| Stade Lavallois II F. C. Francia  | 5.ª           | 2014-15       | 14    | 1     | 0      | —                | —                | —                | —                     | —                     | —                     | 14    | 1     | 0      |
| Stade Lavallois II F. C. Francia  | 5.ª           | 2015-16       | 9     | 0     | 0      | —                | —                | —                | —                     | —                     | —                     | 9     | 0     | 0      |
| Stade Lavallois II F. C. Francia  | 5.ª           | 2016-17       | 1     | 0     | 0      | —                | —                | —                | —                     | —                     | —                     | 1     | 0     | 0      |
| Stade Lavallois II F. C. Francia  | Total club    | Total club    | 24    | 1     | 0      | 0                | 0                | 0                | 0                     | 0                     | 0                     | 24    | 1     | 0      |
| Stade Lavallois F. C. Francia     | 2.ª           | 2014-15       | 2     | 0     | 0      | 0                | 0                | 0                | ―                     | ―                     | ―                     | 2     | 0     | 0      |
| Stade Lavallois F. C. Francia     | 2.ª           | 2015-16       | 15    | 2     | 1      | 3                | 0                | 0                | ―                     | ―                     | ―                     | 18    | 2     | 1      |
| Stade Lavallois F. C. Francia     | 2.ª           | 2016-17       | 17    | 0     | 1      | 4                | 0                | 0                | ―                     | ―                     | ―                     | 21    | 0     | 1      |
| Stade Lavallois F. C. Francia     | Total club    | Total club    | 34    | 2     | 2      | 7                | 0                | 0                | 0                     | 0                     | 0                     | 41    | 2     | 2      |
| Montpellier H. S. C. Francia      | 1.ª           | 2016-17       | 17    | 0     | 0      | 0                | 0                | 0                | ―                     | ―                     | ―                     | 17    | 0     | 0      |
| Montpellier H. S. C. Francia      | 1.ª           | 2017-18       | 33    | 0     | 1      | 6                | 0                | 1                | ―                     | ―                     | ―                     | 39    | 0     | 2      |
| Montpellier H. S. C. Francia      | Total club    | Total club    | 50    | 0     | 1      | 6                | 0                | 1                | 0                     | 0                     | 0                     | 56    | 0     | 2      |
| Montpellier H. S. C. II Francia   | 5.ª           | 2017-18       | 1     | 0     | 0      | —                | —                | —                | —                     | —                     | —                     | 1     | 0     | 0      |
| Montpellier H. S. C. II Francia   | Total club    | Total club    | 1     | 0     | 0      | 0                | 0                | 0                | 0                     | 0                     | 0                     | 1     | 0     | 0      |
| R. B. Leipzig · Alemania          | 1.ª           | 2018-19       | 19    | 1     | 1      | 4                | 0                | 0                | 8                     | 0                     | 0                     | 31    | 1     | 1      |
| R. B. Leipzig · Alemania          | 1.ª           | 2019-20       | 25    | 3     | 1      | 2                | 0                | 0                | 10                    | 0                     | 0                     | 37    | 3     | 1      |
| R. B. Leipzig · Alemania          | 1.ª           | 2020-21       | 28    | 3     | 1      | 5                | 0                | 0                | 7                     | 1                     | 0                     | 40    | 4     | 1      |
| R. B. Leipzig · Alemania          | 1.ª           | 2021-22       | 28    | 1     | 3      | 2                | 0                | 0                | 8                     | 1                     | 1                     | 38    | 2     | 4      |
| R. B. Leipzig · Alemania          | Total club    | Total club    | 100   | 8     | 6      | 13               | 0                | 0                | 33                    | 2                     | 1                     | 146   | 10    | 7      |
| Paris Saint-Germain F. C. Francia | 1.ª           | 2022-23       | 19    | 0     | 3      | 2                | 0                | 0                | 4                     | 0                     | 0                     | 25    | 0     | 3      |
| Paris Saint-Germain F. C. Francia | 1.ª           | 2023-24       | 16    | 0     | 0      | 1                | 0                | 1                | 3                     | 0                     | 0                     | 20    | 0     | 1      |
| Paris Saint-Germain F. C. Francia | Total club    | Total club    | 35    | 0     | 3      | 3                | 0                | 1                | 7                     | 0                     | 0                     | 45    | 0     | 4      |
| Bayer Leverkusen · Alemania       | 1.ª           | 2024-25       | 3     | 0     | 0      | 1                | 0                | 0                | 1                     | 0                     | 0                     | 5     | 0     | 0      |
| Bayer Leverkusen · Alemania       | Total club    | Total club    | 3     | 0     | 0      | 1                | 0                | 0                | 1                     | 0                     | 0                     | 5     | 0     | 0      |
| Total carrera                     | Total carrera | Total carrera | 247   | 11    | 12     | 30               | 0                | 2                | 41                    | 2                     | 1                     | 318   | 13    | 15     |

## Palmarés

### Títulos nacionales
| Título               | Club                      | País     | Año  |
| -------------------- | ------------------------- | -------- | ---- |
| Copa de Alemania     | R. B. Leipzig             | Alemania | 2022 |
| Supercopa de Francia | Paris Saint-Germain F. C. | Francia  | 2022 |
| Ligue 1              | Paris Saint-Germain F. C. | Francia  | 2023 |
| Supercopa de Francia | Paris Saint-Germain F. C. | Francia  | 2023 |
| Ligue 1              | Paris Saint-Germain F. C. | Francia  | 2024 |
| Copa de Francia      | Paris Saint-Germain F. C. | Francia  | 2024 |